# Paul Vinogradoff
Sir Paul Vinogradoff (egentlig Pavel Gavrilovitj Vinogradov, russisk: Павел Гаврилович Виноградов, født 18. november 1854 i Kostroma, død 19. december 1925 i Paris) var en russisk-engelsk socialhistoriker og retsforsker.
Vinogradoff studerede historie ved universitetet i Moskva og retsvidenskab og historie under Brunner og Mommsen i Berlin samt under Schaefer i Bonn. Han blev 1884 ekstraordinær, 1887 ordentlig professor i historie i Moskva, men nedlagde på grund af kultusministerens holdning over for ham 1901 sit professorat. Han blev 1903 indehaver af sir Henry Maines og sir Frederick Pollocks lærestol som Corpus Professor of Jurisprudence i Oxford samt var 1907—1918 litterær leder af The Selden Society. I Rusland, hvor Vinogradoff i sit modersmål offentliggjorde værker om feudalismen i det longobardiske Italien (1881) og om engelsk middelalderlig socialhistorie (1887) og udgav lærebøger i verdenshistorien (I—III 1893 o. ff. og talrige senere udgaver) og i middelalderens historie (I—IV, 1896 o. ff. i flere udgaver), hørte hans storslåede personlighed til forgrundsfigurerne: i overvejelserne om reorganisation af landets undervisning tog han livlig del og var også på tale som kultusminister; Ruslands senere skæbne lå ham meget på hjerte, hvorom blandt andet skrifterne The Rusland Problem (1915), Self-Government in Russia (1916) og The Reconstruction of Russia (1919) bærer vidnesbyrd. Fra England, hvor han både som forsker og lærer udøvede en enestående indflydelse, stammer hans verdensry.
Hans viden var forbavsende, han kendte, som det paradoksalt er sagt, hele verdens ret og talte alle sprog; han brød nye veje indenfor studiet af engelsk social- og retshistorie og gjorde spørgsmålene om rettens teori og metode og læren om retskilderne til genstand for originale og dybtgående undersøgelser. Et af Vinogradoffs
hovedværker er Villainage in England. Essays in English mediæval History (1892), der blandt andet efterfulgtes af The Growth of the Manor (1905, 3. udgave 1920), English Society in the Eleventh Century. Essays in English mediæval History (1908), Roman Law in mediæval Europe (1909) foruden betydningsfulde bidrag til Cambridge mediæval History og til en række engelske, amerikanske, tyske og hollandske tidsskrifter og samleværker. Med Frank Morgan udgav han Survey of the Honour of Denbigh (1914). Mesterlige arbejder er Common-Sense in Law (1913 og 1927) og det ufuldendte Historical Jurisprudence I. Introduction. Tribal Law (1920; Introduction i særlig udgave 1923) og II. The Jurisprudence of the Greek City (1922). Fra Vinogradoffs seminar udgik Oxford Studies in Social and Legal History (I—VII, 1909-24). Han var F.W. Maitlands nærmeste værkfælle og har som Maitland sat dybe spor i senere tids
forskning. Af hans mange forelæsninger på universiteter og kongresser rundt om i verden, skal kun nævnes Custom and Right, som han 1924 holdt på "Institutet for sammenlignende Kultusforskning" i Kristiania og som 1925 udkom sammesteds. Vinogradoff var blandt meget andet medlem af Det Kongelige Videnskabernes Selskab og af Videnskabernes Selskab i Kristiania.